# Placas de artistas
Placas de artistas es una obra de arte colectivo ubicada en Paso de los Libres, Corrientes, Argentina. Desde Paso de los Libres se proyectó a partir del año 2004 la creación de Murales de características muy particulares. Arte público y participativo, sin restricciones. Se invitó a los artistas del mundo a enviar una placa de cerámica hecha a mano con tema libre. Respondiendo a las tres convocatorias realizadas, 1500 artistas de Argentina y del extranjero que realizaron su obra para proyecto de arte colectivo, Placas de artistas.

## Ubicación
Fueron ubicadas en varios lugares de la ciudad de Paso de los Libres. Entre las tres ediciones, en el año 2004, 2007 y 2009, han donado su obra 1500 artistas de 37 países.

## Fundamentos
En estos murales, lo individual se incorpora a un todo adquiriendo un nuevo significado. Cada placa cerámica tiene un valor propio e intrínseco, siendo una entidad conceptual independiente que contiene mensajes personales, procedimientos técnicos variados y signos particulares que le otorgan al todo, una significación particular. Los países participantes a través de sus representantes-artistas, muestrean con Placas de Artistas , la caída de barreras, corroborando la voluntad participativa de un mundo con ansias de igualdad de oportunidades y fundamentalmente de paz. La autora del proyecto es la artista plástica argentina Cristina del Castillo.

## Ediciones
- Primera Edición 2004.  Monumento en el que participaron 420 artistas de 17 países.  Se encuentra ubicado en el Centro de Frontera, en la cabecera del Puente Internacional, Agustín P. Justo - Getulio Vargas, que une Argentina con Brasil.
- Segunda Edición 2007. Participaron 460 Artistas de 23 países. Se realizaron dos monumentos, uno en la Plaza Independencia y otro en el frente del Palacio Municipal.
- Tercera Edición 2010. Participaron 590 artistas de 34 países. Se realizaron dos monumentos, uno en la Plazoleta Solís y otro en la Plazoleta 12 de septiembre.

Este proyecto fue posteriormente seguido y realizado en Cuba, Italia, México, España y en diferentes lugares de Argentina.